# Clairemont
Clairemont é uma comunidade não-incorporada e cidade fantasma localizada no Estado norte-americano do Texas, no Condado de Kent. No passado, já foi a sede do condado. A sua população é estimada em 15 habitantes, conforme o censo de 2000.

## História
Clairemont foi estabelecida por volta de 1892, concomitantemente com a organização do condado de Kent, com o conhecimento de que seria a sede do governo. A nova cidade foi construída em terras pertencentes ao rancheiro local R. L. Rhomberg, que nomeou a cidade em homanagem ao sobrinho, Claire Becker. Em 1895 foram edificados a casa da justiça e uma prisão. Na década de 1930 sua população passava dos 200 habitantes. Nos anos 1950, entretanto, a cidade iniciou um processo de declínio, e em 1954 perdeu o título de sede do condado para a vizinha Jayton. Os cidadãos remanescentes mudaram-se para fora, e a população diminuiu para menos de vinte na década de 1990.